# Мармуровий кекс
Мармуровий кекс, Мармуровий пиріг (англ. Marble cake) (нім. Marmorkuchen, вимова [ˈmaʁmoːɐ̯ˌkuːxn̩] ( прослухати)), або нім. Marmor, Німецька: [ˈmaʁmoːɐ̯] ( прослухати), досл. 'мармуровий') — це кекс (кейк) зі смугами або плямами (як мармур), отриманими дуже легким змішуванням світлого та темного бісквітного тіста. Через візерунок у смужку зебри його також називають тортом «Зебра». Це може бути суміш для ванільного та шоколадного кейків, в цьому випадку це переважно ванільний, з прожилками шоколадного. Іншими можливими варіаціями є полуниця чи інші фруктові смаки, або (особливо в мармурових кавових пирогах) кориця чи інші спеції.
Зазвичай випікається в кільцевій формі або формі Бандт.
Згідно з харчовим кодексом Німеччини, мармуровий кекс як комерційний продукт повинен містити не менше третини какао-порошку або тіста з принаймні трьома відсотками какао. 

## Історія

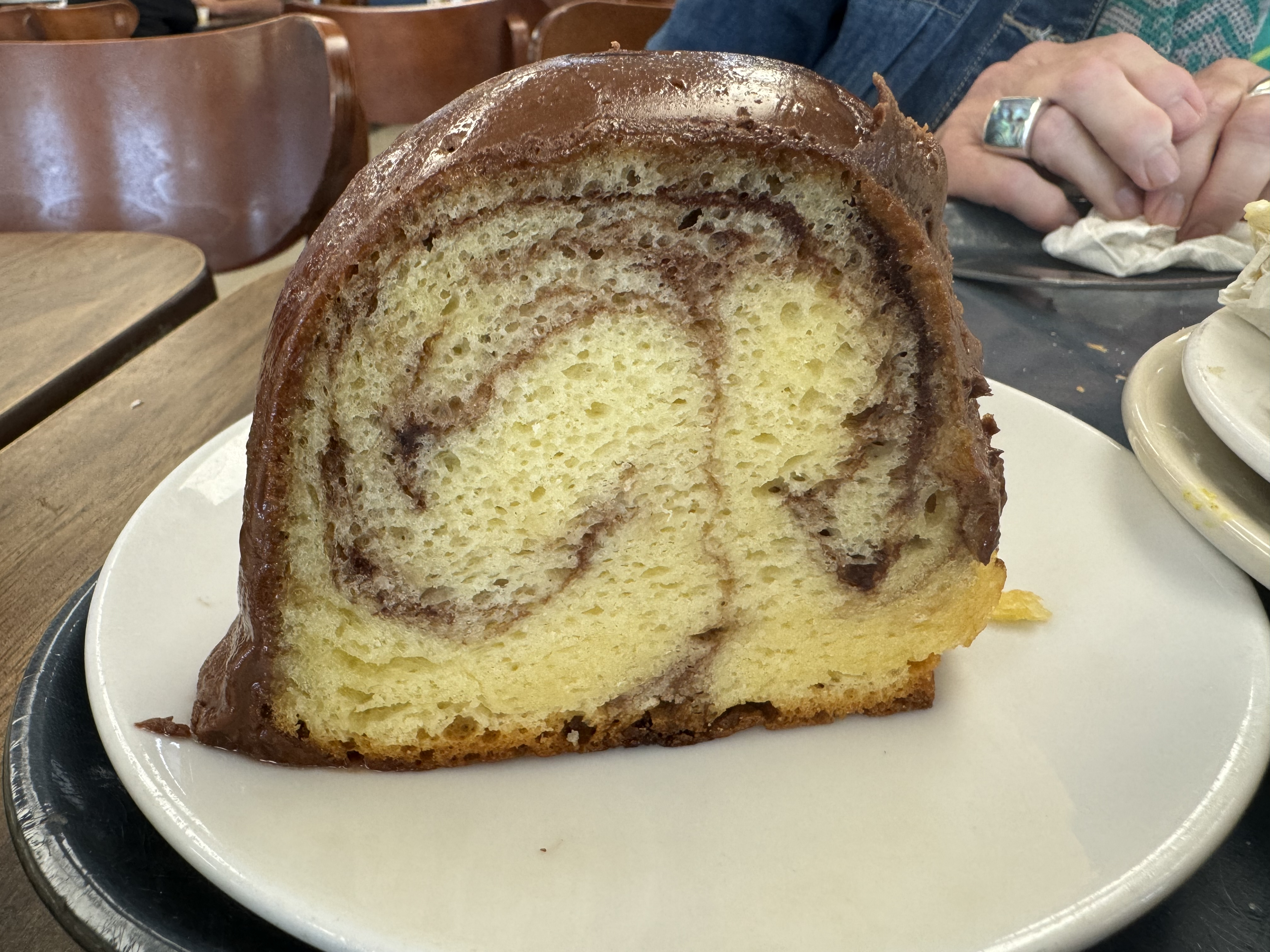
Мармуровий кекс, випечений у формі Бандт, нарізаний, щоб показати мармуровий візерунок усередині кекса

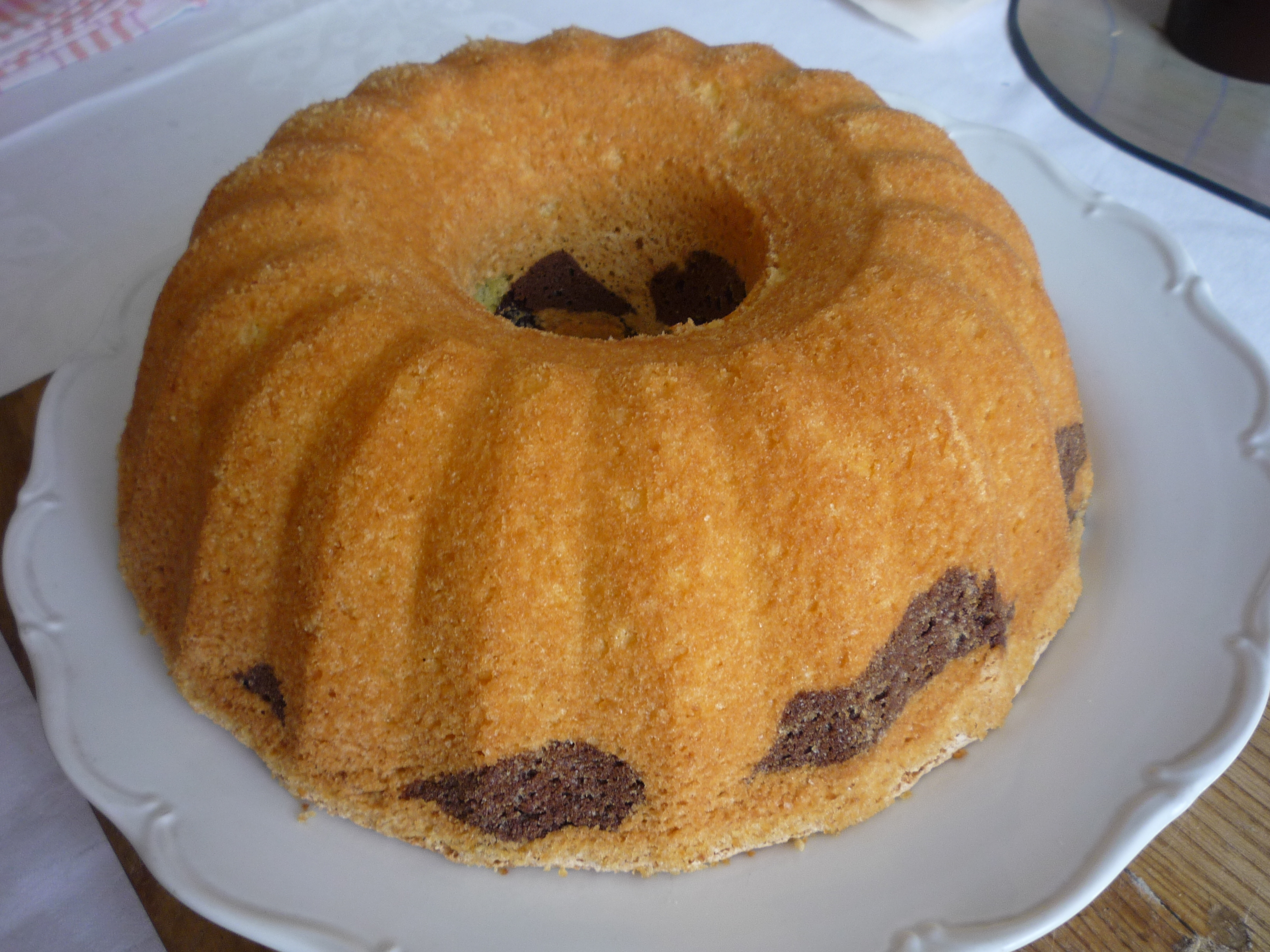
До розрізання кекса внутрішній візерунок може бути непомітним

Marmor — німецьке або їдиш слово для мармуру. Ідея мармурового кекса, здається, виникла в Німеччині на початку XIX століття. Найперша версія мармурового кекса складалася з kugelhopf (солодкого дріжджового хліба), половину якого пофарбували патокою та спеціями для отримання темного кольору тіста. Пізніше пекарі почали робити те саме з бісквітним тістом. Використання шоколаду в регіоні Рейн-Рур у XX столітті зробило його поширеною версією мармурового кекса в Німеччині та Австрії.
Кекс був привезений в Америку незадовго до Громадянської війни, і термін marble cake (мармуровий кекс) був вперше записаний англійською мовою в випуску Illinois State Chronicle (Decatur) 29 вересня 1859 року. Одним із популярних варіантів цього рецепту у вікторіанські часи був «Кейк Арлекін», який випікали з шаховим візерунком.

## Використання як академічної метафори
У галузі геології модель «мармурової мантії» відноситься до теорії Землі, в якій «видовжені смуги субдукованої океанічної літосфери ... розтягуються та стоншуються нормальними та зсувними деформаціями в конвекційній мантії та руйнуються переробляються на океанських хребтах або, на сантиметровій шкалі, шляхом процесів розчинення».
У політиці федералізм мармурового кекса, також відомий як кооперативний федералізм, визначається на відміну від подвійного федералізму, також відомого як федералізм багатошарового торта. Метафора мармурового кекса має на меті концептуалізувати те, як місцеві, державні та федеральні уряди мають взаємодіючі та взаємопов’язані політичні цілі. Термін був введений американським політологом Мортоном Гродзінсом.

## Світові рекорди
У 2019 році британсько-американський телеведучий Джон Олівер представив мармуровий кекс розміром 56м2 в епізоді його комедійного серіалу «Минулого тижня сьогодні ввечері з Джоном Олівером», на якому зображено автократичного президента Туркменістану Гурбангулі Бердимухамедова, який падає з коня під час перегонів, що має на меті осміяти схильність Бердимухамедова до встановлення світових рекордів. Кекс був поданий до Книги рекордів Гіннесса як найбільший мармуровий кекс із зображенням людини, що падає з коня, але йому було відмовлено — однією з умов сертифікації була угода про неприниження проти Гіннеса, зокрема його відносини з авторитарними режимами, які Олівер описується як «явно смішні». Станом на  2024 рік, запис Книги рекордів Гіннесса щодо найбільшого мармурового кекса належить "Бетті Крокер Близький Схід" за 732 кг, 16м2 кекс, випечений у Джидді, Саудівська Аравія.